# 氯茚二酮
氯茚二酮（也称为：氯苯茚二酮），是一种有机化合物，分子式C15H9ClO2，是苯茚二酮的苯4号位氢原子被氯原子取代的产物，可作为抗凝剂。